# Talnakhite
La talnakhite è un minerale.

## Origine e giacitura
Il minerale talnakhite prende il nome dalla città siberiana di Talnach, dove è stato scoperto nel 1963.